# ديوغراتياس موسوكي
ديوغراتياس موسوكي (بالإنجليزية: Deogratias Musoke) (مواليد 20 يوليو 1949) هو ملاكم أوغندي، مثّل بلاده في الألعاب الأولمبية الصيفية 1972.

## روابط خارجية
ديوغراتياس موسوكي على موقع أوليمبيديا (الإنجليزية)